# Дреновица
Вижте пояснителната страница за други значения на Дреновица.
Дрѐновица е село в Югозападна България.
То се намира в община Петрич, област Благоевград.

## География
Село Дреновица се намира в планински район.

## История
Селото се споменава в османски дефтер от 1570 година под името Дреновци. През същата година в него живеят 4 мюсюлмански и 17 християнски домакинства.
В „Етнография на вилаетите Адрианопол, Монастир и Салоника“, издадена в Константинопол в 1878 година и отразяваща статистиката на населението от 1873 година, Дреновца (Drenovtza) е посочено като село с 20 домакинства и 55 жители българи.
Към 1900 г. според статистиката на Васил Кънчов („Македония. Етнография и статистика“) населението на село Дрѣновци брои общо 200 българи-християни.

## Население

### Етнически състав
Преброяване на населението през 2011 г.
Численост и дял на етническите групи според преброяването на населението през 2011 г.:
|                     | Численост |
| Общо                | 25        |
| Българи             | 25        |
| Турци               | -         |
| Цигани              | -         |
| Други               | -         |
| Не се самоопределят | -         |
| Неотговорили        | -         |